# Скринський Олександр Миколайович
Олександр Миколайович Скринський (15 січня 1936) — радянський та російський фізик, доктор фізико-математичних наук.
1. ↑  Кордун, Г. Г. (1985). Біографічний довідник видатних фізиків. Київ: Радянська школа. с. 155.